# استان ین بای
استان ین بای (به لاتین: Yên Bái Province) یک استان در ویتنام است که در ویتنام واقع شده‌است.

## خصوصیات
استان ین بای ۶٬۸۹۹٫۵ کیلومترمربع مساحت و ۷۵۰٬۲۰۰ نفر جمعیت دارد.

## نگارخانه

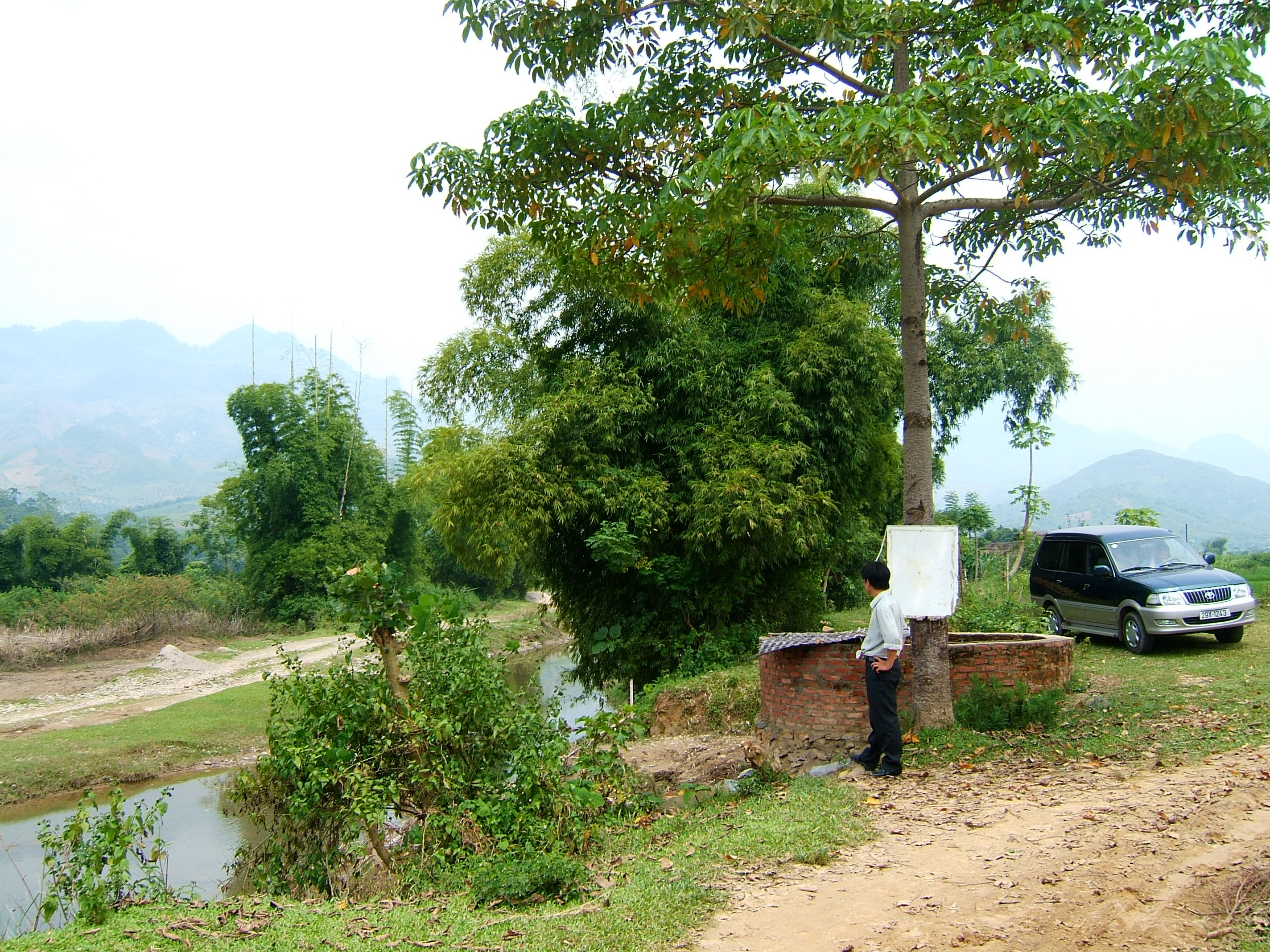
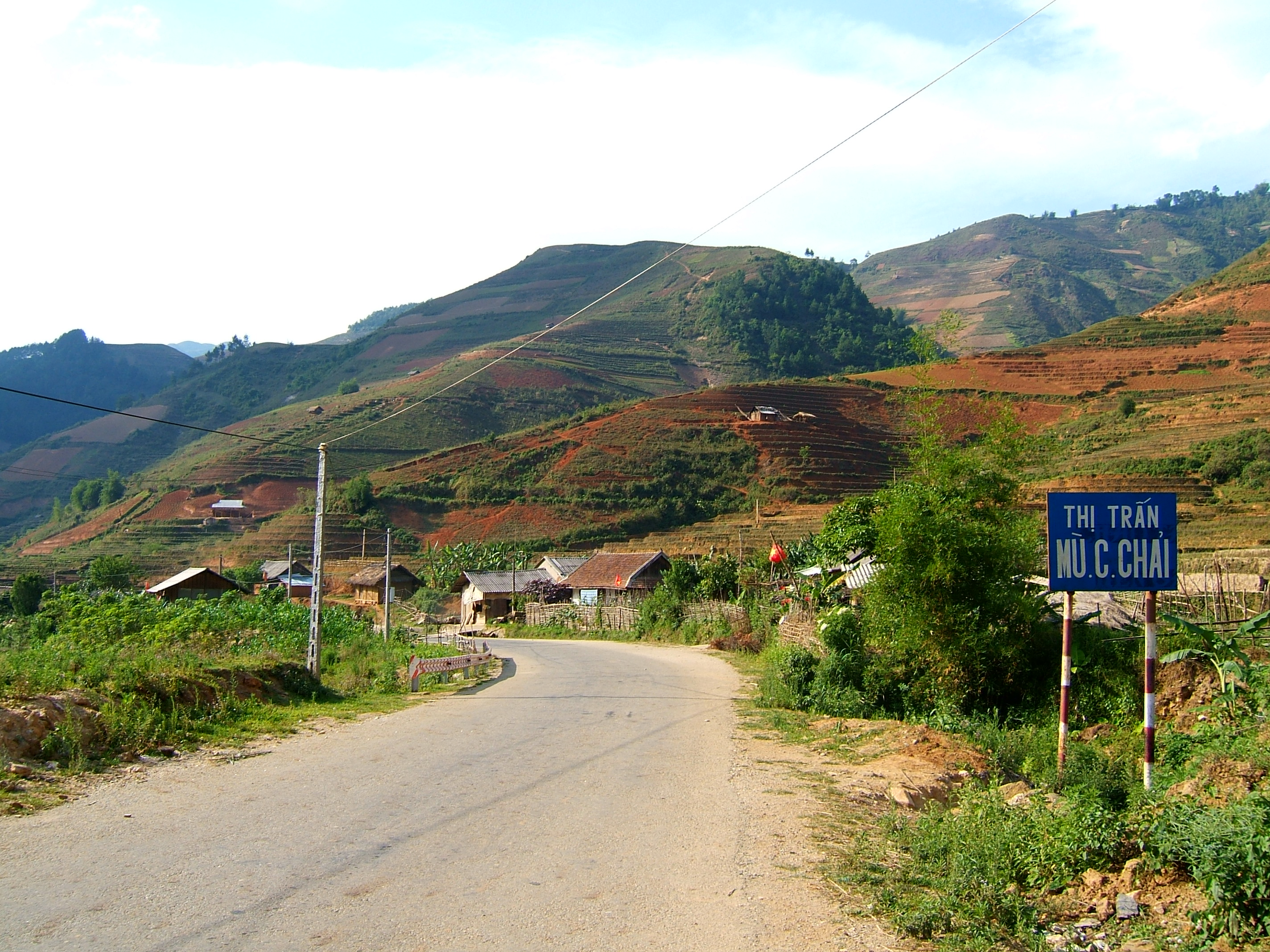
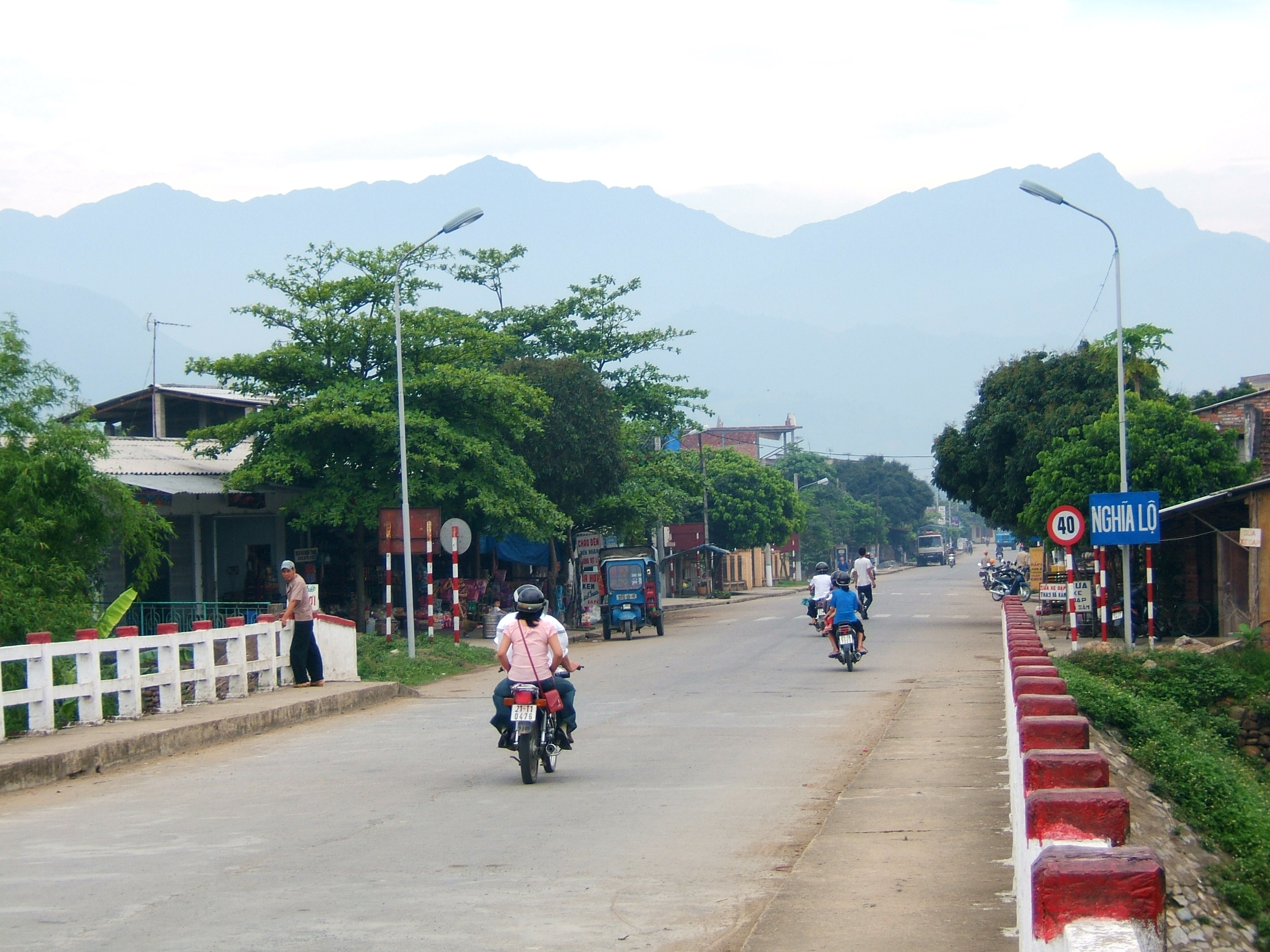